# Vrye Weekblad
Das Vrye Weekblad (etwa: „Freies Wochenblatt“) war eine südafrikanische überregionale Wochenzeitung. Sie erschien überwiegend auf Afrikaans und war – anders als die übrigen Zeitungen in dieser Sprache – gegen die Apartheid eingestellt. Ihr gelang mit investigativem Journalismus die Enthüllung mehrerer geheimer Sicherheitsbehörden des Apartheid-Regimes. Das Vrye Weekblad erschien von November 1988 bis Februar 1994. In diesen Zeitraum fällt auch die Abschaffung der Apartheid in Südafrika. Seit April 2019 erscheint wöchentlich eine Online-Ausgabe unter demselben Namen.

## Geschichte
Das Vrye Weekblad wurde von burischen Journalisten aus Unzufriedenheit darüber gegründet, dass die führenden afrikaanssprachigen Medien nur die konservative Seite der Buren darstellten. Stattdessen sollte das Vrye Weekblad für ein „nicht-rassisches, demokratisches, vereintes Südafrika“ eintreten. Die Zeitung befand sich im Besitz der Gründer, darunter dem Herausgeber Max du Preez und dem stellvertretenden Herausgeber Jacques Pauw. Zu den ersten Journalisten des Blattes gehörten neben du Preez und Pauw Karien Norval, Elsabe Wessels, Chris du Plessis, Victor Munnik und Koos Coetzee. Das Blatt erschien in der eigens gegründeten Handelsgesellschaft Wending Publicasies (deutsch etwa: „Wendepublikationen“). Zu deren Direktorium gehörten der Politiker Frederik van Zyl Slabbert und Sampie Terblanche, Professor für Volkswirtschaft an der Universität Stellenbosch. Erscheinungsort war Johannesburg, die Zeitung erschien jeweils freitags. 1990 hatte die Zeitung rund 15.000 Abonnenten. 1991 kostete die Zeitung im Einzelverkauf 2,20 Rand. Sie hatte damals etwa 30 bis 40 Seiten im Hochformat; einige Seiten waren farbig gedruckt. Etwa ein Viertel der Zeitung bestand 1991 aus englischen Texten.

### Enthüllungen und Repression
Bereits bei der Gründung sah die Regierung die Zeitung als Bedrohung an. Der Justizminister Kobie Coetsee ließ die Kosten für die Registrierung der Zeitung von 10 auf 40.000 Rand steigen. Da die Eigner diese Summe nicht aufbringen konnten, wurden die ersten Ausgaben illegal verkauft, so dass die Eigner sich erstmals vor Gericht verantworten mussten. Von einem Bann sah die Regierung jedoch ab, da man eine schlechte Öffentlichkeitswirkung fürchtete. Stattdessen verfolgte die Regierung eine Strategie, die finanziell schwache Zeitung durch hohe Geldstrafen zur Schließung zu zwingen. 
Im November 1988 berichtete das Vrye Weekblad erstmals über die geheime Polizeieinheit Vlakplaas und ihren neuen Kommandeur Eugene de Kock. Im Dezember 1988 forderte der damalige Präsident Pieter Willem Botha 200.000 Rand, nachdem das Blatt seine Verbindungen mit einem Mafioso aufgedeckt hatte. Das Gerichtsverfahren wurde 1989 eingestellt, nachdem Botha einen Schlaganfall erlitten hatte. Im selben Jahr wurden sieben Verfahren angestrengt, weil das Vrye Weekblad trotz des geltenden Ausnahmezustands mehrmals Anzeigen zu Treffen des Mandela Reception Committee, einer gebannten Organisation, gedruckt hatte. 
Am 17. November 1989 veröffentlichte die Zeitung das ausführliche Geständnis des Offiziers der South African Police, Dirk Coetzee, der bis 1981 die geheime Einheit Vlakplaas geleitet hatte und für zahlreiche gezielte Tötungen verantwortlich war. Während Medien weltweit darüber berichteten, griffen die meisten südafrikanischen Zeitungen – außer der Weekly Mail und der New Nation – den Fall nicht auf. Stattdessen versuchte die Presse unter Führung von Craig Kotze, einem als Journalist des Star getarnten Agenten, Coetzee als unglaubwürdigen Psychopathen darzustellen. Die Zeitungseigner stellten sicher, dass Coetzee nach seinen Enthüllungen Asyl im Ausland erhielt. In der Folge gründete die Regierung die Harms-Kommission, die die Vorwürfe untersuchen sollte, bald aber durch die Goldstone-Kommission abgelöst wurde. 
In der Folge wurden weitere Praktiken der geheimen Polizei- und Armeeeinheiten publik. Im Dezember 1989 enthüllte die Zeitung, dass der Oppositionelle Siphiwe Mthimkulu 1982 von der Eastern Cape Security Police gefoltert und vergiftet wurde. Im Januar 1990 berichtete das Blatt, dass die Polizei Gefangene foltere und Inkatha-Kämpfer – die „Dritte Kraft“ – bei Anschlägen gegen Anhänger der oppositionellen United Democratic Front unterstütze. Sie berichtete auch von der Ermordung des Aktivisten David Mazwai durch die Polizei. Im Februar 1990 wurde ein namentlich genannter Professor als Agent des National Intelligence Service enttarnt. Das Blatt musste deswegen eine Strafe von 7.000 Rand wegen Verstoßes gegen den Protection of Information Act (Act No. 84 / 1982) zahlen.
Im Mai 1990 berichtete das Vrye Weekblad über die Struktur der ebenfalls geheimen Militäreinheit Civil Cooperation Bureau (CCB) und die Bemühungen des CCB-Kommandeurs Pieter Botes, 1988 den oppositionellen Albie Sachs im mosambikanischen Maputo zu töten, im Folgejahr die namibische Unabhängigkeitsbewegung SWAPO vor den Wahlen zu diskreditieren und – dieser Plan war erfolgreich – deren hochrangiges Mitglied Anton Lubowski zu töten. Im Juni 1990 enthüllte das Blatt Pläne für einen Anschlag auf Präsident Frederik Willem de Klerk und ANC-Präsident Nelson Mandela. Im August 1991 veröffentlichte die Zeitung einen Bericht über einen Polizeiagenten, der einen hohen Geldbetrag an gewaltbereite Inkatha-Mitglieder übergeben und sie mit Waffen ausgestattet hatte.
1991 wurde der Sitz des Vrye Weekblad bei einem Bombenanschlag beschädigt. Das CCB-Mitglied Leonard Veenendal gab später zu, die Bombe gelegt zu haben. Du Preez erhielt mehrfach Morddrohungen. Im selben Jahr wurde die Zeitung in einem weiteren Rechtsstreit wegen einer angeblichen Verleumdung angeklagt. Sie hatte auf der Grundlage mehrerer eidesstattlicher Erklärungen von Vlakplaas-Polizisten behauptet, dass der Polizeigeneral Lothar Neethling Gift getestet und an Untergebene ausgeteilt habe, um damit Anti-Apartheid-Aktivisten umbringen zu lassen. Neethling verlangte eine Million Rand wegen Verleumdung. Zuerst urteilte der Richter Johann Kriegler im Rand Supreme Court zugunsten des Blattes. Das Berufungsgericht revidierte jedoch die Entscheidung und verurteilte die Zeitung zur Zahlung von 90.000 Rand. Durch den sich hinziehenden Rechtsstreit wurde das Vrye Weekblad in den Bankrott getrieben.
Die damalige Oppositionsbewegung African National Congress (ANC) kritisierte Jacques Pauws Bericht in der Ausgabe vom 17. Februar 1992, in dem er den hochrangigen ANC-Politiker Mosiuoa Lekota beschuldigte, einem Mitglied der rechten Afrikaner Weerstandsbeweging 50.000 Rand überreicht zu haben, um Glory „September“ Sidebe ermorden zu lassen, ein ehemaliges Mitglied der Vlakplaas-Todesschwadron. Im Juni 1992 veröffentlichte das Vrye Weekblad Details zu geheimen Aktionen des State Security Council.
Zuletzt wurde das Blatt in einem alten Bankgebäude im Johannesburger Stadtteil Newtown produziert.

### Nach der Schließung
Nach der Schließung der Zeitung arbeitete Max du Preez bei der South African Broadcasting Corporation (SABC) und verfasst Bücher. 1997 erläuterte Max du Preez vor der Wahrheits- und Versöhnungskommission (TRC) die Arbeit und Wirkung des Vrye Weekblad sowie die Haltung der führenden Medien zu den Enthüllungen seiner Zeitung. Dabei bezichtigte du Preez Lothar Neethling unter anderem des mehrfachen Mordes. Pauw hatte bereits 1991 das Buch In the Heart of the Whore. The Story of Apartheid’s Death Squads veröffentlicht, ein Buch über die Todesschwadrone zur Zeit der Apartheid. Er arbeitet seit 1994 ebenfalls bei der SABC und wurde für seine Veröffentlichungen zu Konflikten in Afrika wie dem Völkermord in Ruanda und dem Darfur-Konflikt ausgezeichnet.

### Neuerscheinen als Online-Zeitung
Im Februar 2019 wurde das Erscheinen des Vrye Weekblad ab April angekündigt. Finanziert wird das Unternehmen von der Tiso Blackstar Group, die weitere Publikationen wie The Sowetan und Business Day herausgibt. Die wöchentlich erscheinende Online-Zeitung wird erneut von Max du Preez geleitet; Jacques Pauw gehört zum Redaktionsteam. Die erste Ausgabe erschien am 5. April 2019.

## Ehrungen
- 1991: Louis M. Lyons Award der Nieman Foundation an der Harvard-Universität, USA, für Max du Preez, „für Gewissen und Integrität im Journalismus“[8]